# Täby
Täby là một thành phố Thụy Điển. Thành phố thuộc hạt. Thành phố có diện tích  km², dân số là 58.600 người. Đây là thành phố lớn thứ 17 của Thụy Điển.
Täby tọa lạc ở vùng đồng bằng phía đông Thụy Điển, giữa thủ đô Stockholm và hồ Mälaren.

## Lịch Sử
Täby có lịch sử lâu dài và đã tồn tại từ thời kỳ Viking.
Thị trấn phát triển từ một khu dân cư nông nghiệp thành một nơi ở và làm việc cho cư dân có điều kiện.

## Văn Hóa và Du Lịch
Täby có nhiều di tích lịch sử và văn hóa, bao gồm những bảo tàng và khu vực bảo tồn.
Một số địa điểm đáng chú ý bao gồm Lâu đài Rosersberg và Nông trại Täby Gård.